# لکس اگولنیا
قانون اُگولْنیا (انگلیسی: Lex Ogulnia) یک قانون رومی بود که در ۳۰۰ سال قبل از میلاد تصویب شد. این یک نقطه عطف یا فرسنگ‌شمار در مبارزه با قانون‌ها بین پاتریسی‌ها و پلبی‌ها بود. این قانون توسط برادران کوئینتوس و گنائوس اوگلنیوس، تریبون‌های مردمی در ۳۰۰ قبل از میلاد اجرا شد.